# Џек Фишер (астронаут)
Џек Дејвид Фишер (енгл. Jack David Fischer; Луисвил, 23. јануар 1974) бивши је астронаут агенције НАСА и пуковник Ратног ваздухопловства Сједињених Америчких Држава. За астронаута је изабран 2009. године као члан 20. астронаутске групе америчке свемирске агенције.
Први пут полетео је у свемир у априлу 2017. руском летелицом Сојуз МС-04 и боравио је на Међународној свемирској станици као летачки инжењер Експедиције 51/52 до септембра 2017.
Током досадашње каријере, забележио је 3.000 часова лета. У свемиру је провео 135 дана. Маја 2018. саопштио је одлуку о повлачењу из НАСА и повратку у Ратно ваздухопловство САД.
По завршетку средње школе 1992, одлази на студије и дипломира астронаутику на Ваздухопловној академији САД 1996. године, да би магистрирао две године касније на МИТ из исте области. Завршио је елитну школу за пробне пилоте при Ратном ваздухопловству САД у ваздухопловној бази Едвардс, Калифорнија, у једном тренутку своје каријере радио је у Пентагону, а такође је и борбени ветеран операције Трајна слобода током рата у Авганистану. Носилац је бројних војних одликовања. Ожењен је, отац двоје деце.

## Галерија
- Фишер као пилот, 2009. године
- Фишер полаже цвеће на гроб пилота Владимира Серјегина, 2017. године
- Фишер и Фјодор Јурчихин (десно) пред лет, 2017. године
- Фишер и Јурчихин пред лансирање Сојуза, 2017. године
- Посада Експедиције 51 током мисије (Фишер други слева), 2017. године
- Фишер током свемирске шетње, 2017. године